# Der Bariton
Der Bariton ist ein polnischer Spielfilm aus dem Jahr 1985.

## Handlung
Der Film spielt Ende Januar 1933. Antonio Taviatini ist ein international gefeierter Opernstar. Der Bariton kommt nach 25 Jahren im Ausland wieder nach Polen. Beim Besuch seiner Heimatstadt hat er sein gesamtes Gefolge dabei. Da ist seine Ehefrau Sophie, sein Sekretär Artur Netz, seine stummer Masseur Leonardo, sein Arzt, seine Maskenbildnerin Gertruda und natürlich sein persönlicher Pianist Fryderyk. In der Heimatstadt treffen sie auf Familienmitglieder wie die Sterns oder Cousin Froelich. Taviatini ist unruhig und fühlt sich in seiner Haut nicht wohl. Ihn belastet vor allem der Opernbau in Straßburg. Eine Oper, die für ihn gebaut wird. Er ist vor allem mit sich selbst beschäftigt und so bemerkt auch nichts von der Affäre zwischen seiner Frau Sophie und seinem Sekretär Artur Netz. Artur hat große Ziele. Er möchte Direktor der neu gebauten Oper werden. Seine Chancen steigen, als Taviatini seine Stimme plötzlich verliert. Auf dem Balkon des Hotels, wo die gesamte Entourage untergebracht ist, soll er ein kurzes Konzert geben. Netz spielt einfach eine Schallplatte ab und der Schwindel fällt nicht auf. Doch all dies nutzt ihm nichts. Netz verliert den Direktorposten an den Sophies Cousin. Froelich steht den Nationalsozialisten nahe, und als diese einen Tag später, am 30. Januar in Berlin die Macht übernehmen, erhält dieser die Direktion der Oper.

## Kritiken
„Dramatische Geschichte, die sich mit einer luxuriösen Atmosphäre umgibt.“

## Auszeichnungen
Janusz Zaorski wurde 1985 auf dem Polnischen Filmfestival mit dem Silbernen Löwen ausgezeichnet. Drehbuchautor Feliks Falk erhielt den Preis für das beste Drehbuch und Witold Adamek für die beste Kamera.